# Femmine scatenate
Femmine scatenate (Talk Dirty to Me) è un film pornografico statunitense del 1980 scritto e diretto da Anthony Spinelli.
Pellicola uscita nel periodo della "Golden Age of Porn" degli anni settanta, nel 1991 è stata introdotta nella XRCO Hall of Fame.
Il film ha generato oltre una dozzina di sequel negli anni duemila, sebbene solo i primi cinque sono collegati all'originale; e uno spin-off intitolato Nothing to Hide (1981).

## Trama
Un uomo si vanta con un suo amico di poter sedurre qualsiasi donna voglia. Per dimostrarlo, mette gli occhi su una bella bionda che entrambi hanno incontrato di recente.

## Riconoscimenti
Femmine scatenate vinse numerosi premi di settore, inclusi quattro AFAA Awards nelle categorie "Miglior film", "Miglior attore" (John Leslie), "Miglior attore non protagonista" (Richard Pacheco) e "Miglior montaggio" (Tim McDonald). E quattro Critics' Adult Film Award nelle categorie "Miglior film", "Miglior regista", "Miglior attore" (Leslie) e "Miglior attore non protagonista" (Pacheco).